# Mohamed Bayo
Mohamed Bayo (Clermont-Ferrand, 4 de junio de 1998) es un futbolista francés, nacionalizado guineano, que juega en la demarcación de delantero para el Lille O. S. C. de la Ligue 1.

## Selección nacional
Hizo su debut con la selección de fútbol de Guinea el 24 de marzo de 2021 en un partido de Clasificación para la Copa Africana de Naciones de 2021 contra Malí que finalizó con un resultado de 1-0 a favor del combinado guineano tras el gol de Seydouba Soumah.

### Goles internacionales
| # | Fecha                    | Estadio                                                      | Oponente                        | Gol | Resultado | Competición                                             |
| - | ------------------------ | ------------------------------------------------------------ | ------------------------------- | --- | --------- | ------------------------------------------------------- |
| 1 | 6 de octubre de 2021     | Estadio de Marrakech, Marrakech, Marruecos                   | Sudán                           | 0-1 | 1–1       | Clasificación para la Copa Mundial de Fútbol de 2022    |
| 2 | 9 de octubre de 2021     | Estadio de Agadir, Agadir, Marruecos                         | Sudán                           | 2–1 | 2-2       | Clasificación para la Copa Mundial de Fútbol de 2022    |
| 3 | 6 de enero de 2022       | Estadio Amahoro, Kigali, Ruanda                              | Ruanda                          | 0-1 | 0-2       | Amistoso                                                |
| 4 | 24 de marzo de 2023      | Estadio Mohammed V, Casablanca, Marruecos                    | Etiopía                         | 2–0 | 2-0       | Clasificación para la Copa Africana de Naciones de 2023 |
| 5 | 15 de enero de 2024      | Estadio Charles Konan Banny, Yamusukro, Costa de Marfil      | Camerún                         | 0-1 | 1-1       | Copa Africana de Naciones 2023                          |
| 6 | 28 de enero de 2024      | Estadio Nacional de Costa de Marfil, Abiyán, Costa de Marfil | Guinea Ecuatorial               | 0-1 | 0-1       | Copa Africana de Naciones 2023                          |
| 7 | 2 de febrero de 2024     | Estadio Nacional de Costa de Marfil, Abiyán, Costa de Marfil | República Democrática del Congo | 0-1 | 3-1       | Copa Africana de Naciones 2023                          |
| 8 | 10 de septiembre de 2024 | Estadio Charles Konan Banny, Yamusukro, Costa de Marfil      | Tanzania                        | 1-0 | 1-2       | Clasificación para la Copa Africana de Naciones de 2025 |

## Clubes
| Club                         | País    | Año       | Partidos | Goles |
| ---------------------------- | ------- | --------- | -------- | ----- |
| Clermont Foot II             | Francia | 2016-2020 | 28       | 15    |
| Clermont Foot                | Francia | 2017-2019 | 10       | 1     |
| USL Dunkerque (cedido)       | Francia | 2019-2020 | 36       | 16    |
| Clermont Foot                | Francia | 2020-2022 | 70       | 36    |
| Lille O. S. C.               | Francia | 2022-2023 | 30       | 5     |
| Le Havre A. C. (cedido)      | Francia | 2023-2024 | 23       | 5     |
| Lille O. S. C.               | Francia | 2024-2025 | 17       | 2     |
| Royal Antwerp F. C. (cedido) | Bélgica | 2025      | 17       | 1     |
| Lille O. S. C.               | Francia | 2025-     |          |       |